# Tassenmuseum Hendrikje
Das Tassenmuseum Hendrikje (englisch: Museum of Bags and Purses, deutsch: Taschenmuseum Hendrikje) in der Amsterdamer Innenstadt galt (auch nach eigener Aussage) mit mehr als 4000 unter anderem Hand- und Schultertaschen, Koffer und Brieftaschen als die größte Sammlung von Taschen der Welt. Das Modemuseum zeigte die 500-jährige Geschichte der verschiedenen Taschen, ihre großen Vielfältigkeiten, Materialien und das Aussehen sowie die sozialen und gesellschaftlichen Entwicklungen.
Die Bekanntgabe der endgültigen Schließung des Taschenmuseums Hendrikje im April 2020 war die erste einer Kulturinstitution in den Niederlanden infolge der COVID-19-Pandemie.

## Geschichte
Das Museum entstand aus einer privaten Sammlung von Hendrikje Ivo, die 35 Jahre lang Taschen sammelte, unter anderem Schultaschen, Koffer, Hand- und Schultertaschen. Ihr Interesse begann mit einer ledernen Tasche von 1820. In Amstelveen öffnete sie 1996 in ihrer Wohnung die erste öffentliche Ausstellung. Nach zehn Jahren waren wegen der immer größeren Anzahl von Taschen und auch der Besucher die Räumlichkeiten nicht mehr ausreichend. Ein anonymer Spender ermöglichte den Umzug in ein Gebäude aus dem 17. Jahrhundert, in die Herengracht. Ihre Tochter, Sigrid Ivo, war 2015 Direktorin des Museums.
Die Geschichte des Gebäudes in der Herengracht, wo das Museum untergebracht ist, begann 1664 als Pieter de Graeff den Auftrag erteilte das Haus (Pand) zu bauen. Die letzte Bewohnerin, Maria van Eik, hatte das Haus 1893 für 44.000 Gulden  erworben. Sie wohnte dort bis zu ihrem Lebensende 1906. 1907 wurde das Gebäude an die „Hollandsche Brabd Societeit“ verkauft und hatte bis 2007 verschiedene Eigentümer und Mieter. Seit 2007 befindet sich das Tassenmuseum Hendrikje dort. Das Gebäude mit originellen Deckenmalereien in zwei Räumen aus dem 17. und 18. Jahrhundert steht unter Denkmalschutz (Rijksmonument Nr. 1632)

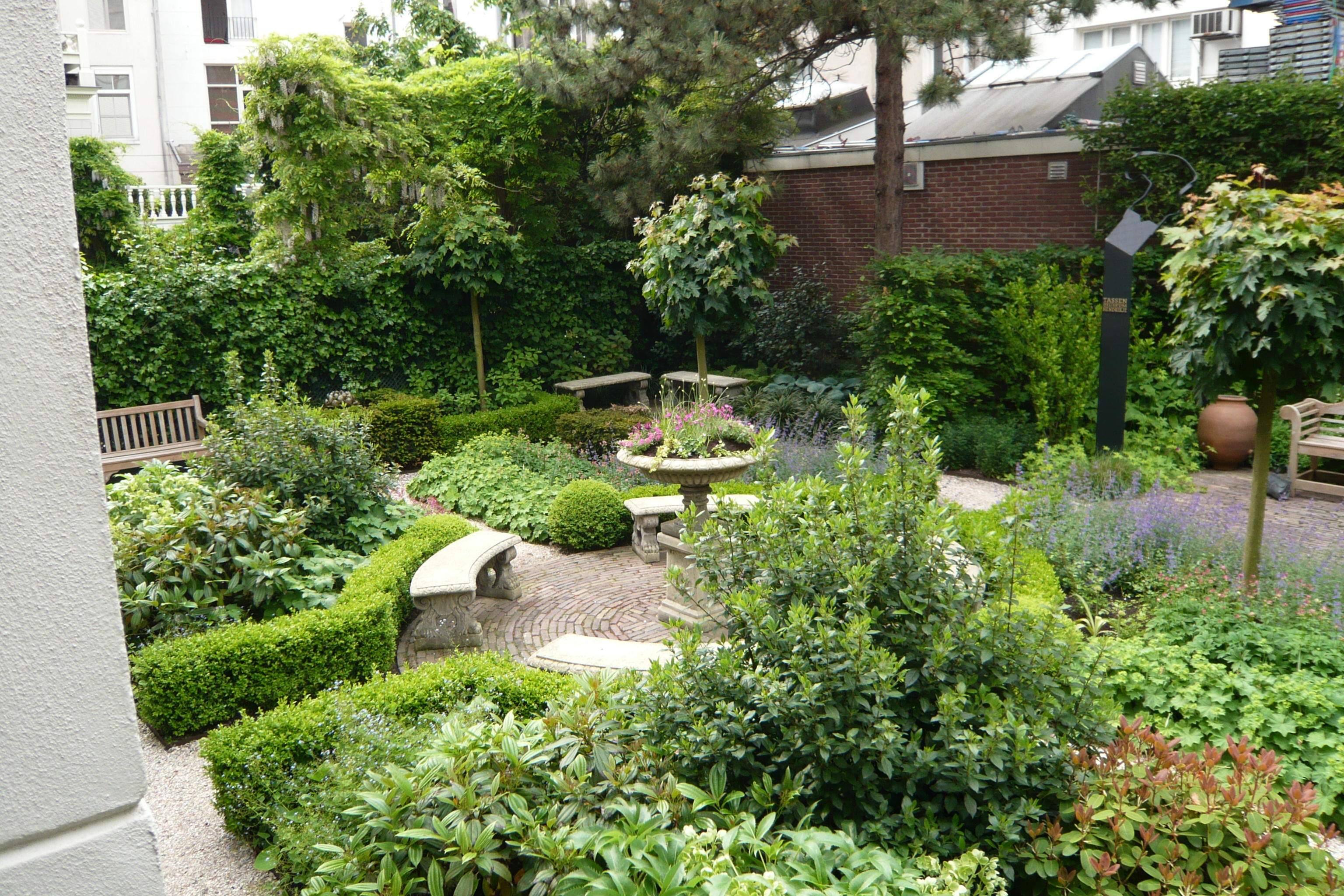
Garten im Tassenmuseum Hendrikje

2013 bestand der Amsterdamer Grachtengürtel (Grachtengordel), zu dem ebenfalls die Herengracht zählt, 400 Jahre. Aus diesem Anlass veranstaltete das Tassenmuseum eine Ausstellung über die Familien und Personen, die in diesem Gebäude im Laufe der Jahrhunderte dort wohnten. Zweimal im Jahr organisierte das Museum eine besondere Ausstellung. Die Sammlungen waren unterteilt in die Jahrhunderte 1500 bis 1700, 1700 bis 1800, 1800 bis 1900 und die Jahre 1900 bis 1950, 1950 bis 2000 und ab 2000.
Das Museum war in Privatbesitz und wurde aus Spenden und Eintrittsgeldern finanziert. Es gab ein Museumscafé, einen Museumsladen mit Büchern, Karten und Taschen von niederländischen und internationalen Designern. Ein Garten (Grachtentuin) gehörte zum Museum. Bei Workshops konnten Interessierte selbst Taschen herstellen.
2011 bekam das Tassenmuseum den Time Out Award für „Best Speciality Museum van Amsterdam“.
2012 gab es die „Rekordanzahl“ (Recordaantal) von 82.760 Besuchern.
2020 musste das Museum auf Dauer seine Tore schließen. Die ungünstige finanzielle Lage aufgrund der Corona-Pandemie, war nicht mehr zu kompensieren.
Es sollte versucht werden die Sammlung privat zu erhalten.